# Црквени Врховци
Црквени Врховци су насељено место у саставу града Пожеге, у Славонији, Република Хрватска.

## Становништво
Насеље је према попису становништва из 2011. године имало 30 становника.
| Националност       | 1991.       |
| Срби               | 41 (93,18%) |
| Хрвати             | 2 (4,54%)   |
| Југословени        | 1 (2,27%)   |
| остали и непознато | 0           |
| Укупно             | 44          |